# Ulaanbaatar University
L'Ulaanbaatar University FC è una società calcistica con sede nella città di Ulan Bator, in Mongolia. Vanta la vittoria di una Niislel League, la massima serie del campionato mongolo, nel 2009. I colori sociali sono il bianco e il rosso. Disputa le partite casalinghe nell'MFF Football Centre, a Ulan Bator.

## Palmarès

### Competizioni nazionali
- Niislel League: 1

2009